# Amanda Shires
Amanda Rose Shires (Lubbock, 5 marzo 1982) è una cantante statunitense.

## Biografia
Amanda Shires ha esordito nell'industria discografica con l'album in studio Being Brave (2005). Al disco hanno fatto seguito diversi album, tra cui Take It like a Man (2022), accolto positivamente dalla critica specializzata.
L'EP The Sound Emporium EP ha segnato il suo debutto nella Billboard 200, esordendo alla 179ª posizione.

## Discografia

### Da solista

#### Album in studio
- 2005 – Being Brave
- 2008 – Sew Your Heart with Wires (con Rod Picott)
- 2009 – West Cross Timbers
- 2011 – Carrying Lightning
- 2013 – Down Fell the Doves
- 2016 – My Piece of Land
- 2018 – To the Sunset
- 2021 – For Christmas
- 2022 – Take It like a Man

#### EP
- 2023 – The Sound Emporium EP (con Jason Isbell)

#### Singoli
- 2015 – Sea Songs (con Jason Isbell)
- 2020 – Deciphering Dreams
- 2020 – The Problem (feat. Jason Isbell)
- 2020 – That's All
- 2021 – You Don't Get to Go

### The Highwomen
- 2019 – The Highwomen